# Meeting Areva 2017
Meeting de Paris 2017 byl lehkoatletický mítink, který se konal 1. srpna 2017 ve francouzském městě Paříž. Byl součástí série mítinků Diamantová liga.

## Výsledky

### Muži
| Disciplína            | 1. místo                 | 2. místo                 | 3. místo                          |
| Běh na 100 m          | Ben-Youssef Meïté 9,99   | Yuniel Pérez 10,05       | Churandy Martina 10,23            |
| Běh na 200 m          | Ramil Guliyev 20,15      | Churandy Martina 20,27   | Rasheed Dwyer 20,45               |
| Běh na 800 m          | Nijel Amos 1:44,24       | Kipyegon Bett 1:44,36    | Ferguson Cheruiyot Rotich 1:44,37 |
| Běh na 3000 m         | Muktar Edris 7:32,31     | Ronald Kwemoi 7:32,88    | Yomif Kejelcha 7:33,37            |
| Běh na 110 m překážek | Ronald Levy 13,05        | Andrew Pozzi 13,14       | Garfield Darien 13,15             |
| Skok o tyči           | Sam Kendricks 582 cm     | Renaud Lavillenie 562 cm | Shawnacy Barber 562 cm            |
| Skok vysoký           | Mutaz Essa Baršim 235 cm | Bohdan Bondarenko 232 cm | Majed El Dein Ghazal 232 cm       |
| Trojskok              | Christian Taylor 17,29 m | Will Claye 17,18 m       | Max Hess 17,07 m                  |
| Hod oštěpem           | Johannes Vetter 88,74 m  | Jakub Vadlejch 88,02 m   | Thomas Röhler 87,23 m             |

### Ženy
| Disciplína             | 1. místo                           | 2. místo                  | 3. místo                            |
| Běh na 100 m           | Elaine Thompsonová 10,91           | Marie-Josée Ta Lou 10,96  | Blessing Okagbareová 11,09          |
| Běh na 400 m           | Novlene Williamsová-Millsová 51,03 | Courtney Okolová 51,19    | Shericka Jacksonová 51,91           |
| Běh na 1500 m          | Sifan Hassanová 3:57,10            | Faith Kipyegonová 3:57,51 | Gudaf Tsegay 3:59,55                |
| Běh na 3000 m překážek | Beatrice Chepkoechová 9:01,69      | Hyvin Kyiengová 9:06,00   | Celliphine Chepteek Chespol 9:07,54 |
| Vrh kouli              | Kung Li-ťiao 19,14 m               | Anita Mártonová 18,48 m   | Julija Leanciuk 18,28 m             |